# Idræts- & ungdomsfest
|  | Denne artikel er oprettet af botten Steenthbot ud fra en ekstern database. Den kan derfor have sproglige fejl eller mangler. Denne skabelon kan fjernes efter kontrol af indholdet. |

Idræts- & ungdomsfest er en dansk dokumentarisk optagelse fra 1933.

## Handling
Sønderjysk Idrætsforenings idræts- og ungdomsfest i Tønder, 12. maj 1933. Ca. 15.000 mennesker deltog i det festlige optog gennem byen. 2000 gymnaster deltog i indmarchen på Dyrskuepladsen.